# Khamis Gaddafi
Khamis al-Gaddafi (tiếng Ả Rập: خميس القذافي) (27 tháng 5/1983) là con trai út (thứ bảy) của nhà lãnh đạo Libya bị lật đổ Muammar Gaddafi, và là một chỉ huy quân sự của Lữ đoàn Khamis trong quân đội Libya. Ông là một nhân vật gần gũi với chế độ của cha mình.
Trong Nội chiến Libya 2011, Khamis al-Gaddafi là một trong những mục tiêu chính của lực lượng nổi dậy để lật đổ chế độ của cha ông. Ông đã từng nhiều lần bị phe nổi dậy tuyên bố là đã bị giết chết trong chiến tranh, lần đầu vào ngày 20 tháng 3 năm 2011, khi một số nguồn đưa tin ông đã bị một chiến binh phi công cảm tử giết chết khi người này cho máy bay đâm vào trại lính Bab al-Azizia hoặc một vài biến thể khác của câu chuyện.Sau đó là vào ngày 5 tháng 8 năm 2011, một người phát ngôn của quân nổi dậy tuyên bố rằng ông đã bị giết trong một vụ không kích, tuy nhiên Moussa Ibrahim, người phát nông của chế độ Gaddafi khi đó đã phủ nhận tin này. Gần đây nhất quân nổi dậy tuyên bố rằng ông đã bị giết chết vào ngày 29 tháng 8 năm 2011 khi một trực thăng của NATO đã phá hủy chiếc xe có ông ngồi trong đó, nhưng sau đó một đài truyền hình của chế dộ Gaddafi phủ nhận tin này và sau đó có một số ghi nhanaj rằng ông vẫn còn sống.

## Tiểu sử
Năm lên ba, Khamis Gaddafi đã bị thương trong vụ ném bom của Hoa Kỳ vào Libya để trả đũa việc mà theo Hoa Kỳ là Libya đã cử người đặt bom một sàn nhảy tại Tay Berlin nơi có các sĩ quan Hoa Kỳ hay lui tới. Ông tốt nghiệp học viện quân sự tại Tripoli và nhận bằng cử nhân nghệ thuật và khoa học quân sự, sau đó ông cũng tốt nghiệp Học viện quân sự Frunze tại Moskva và Học viện Tổng Tham mưu của Nga. Năm 2008, Khamis Gaddafi đến thăm Algérie và được tổng thống nước này là Abdelaziz Bouteflika tiếp đón.
Tháng 4 năm 2010, ông học để lấy bằng thạc sĩ của trường Thương mại IE (trước đây được biết với tên Instituto de Empresa), tại Madrid. Tuy nhiên, ông đã bị đuổi học vào tháng 3 năm 2011 vì "các liên quan của ông tới việc tấn công chống lại người dân Libya".
Vào đầu năm 2011, Khamis Gaddafi làm việc với vai trò là thực tập sinh tại Tổng công ty AECOM. Theo Paul Gennaro, Phó chủ tịch lâu năm của AECOM, chuyên về lĩnh vực truyền thông quốc tế, Khamis Gaddafi đã đi du lịch đến Hoa Kỳ vào tháng 2 năm 2011 với cương vị là một thực tập sinh, bao gồm cả việc tới thăm các căn cứ quân sự. Chuyến thăm này bị cắt ngắn vào ngày 17 tháng 2 khi cuộc nổi dậy tại Libya bắt đầu, và ông sau đó quay trở về Libya. Chính phủ Hoa Kỳ sau đó phủ nhận bất kỳ U.vai trò nào trong kế hoạch thăm viếng này, hay trả chi phí cho chuyến đi này.